# Xã Excel, Quận Marshall, Minnesota
Xã Excel (tiếng Anh: Excel Township) là một xã thuộc quận Marshall, tiểu bang Minnesota, Hoa Kỳ. Năm 2010, dân số của xã này là 300 người.